# Чингиль (уезд)
Уезд Чингиль или уезд Цинхэ (кит. упр. 青河县, пиньинь Qīnghé xiàn) — уезд в округе Алтай Синьцзян-Уйгурского автономного района КНР. Назван в честь протекающей по его территории реки Чингиль.

## История
Уезд Чингиль был создан в 1941 году.

## География
На востоке уезд граничит с Монголией, на западе — с уездом Кёктокай, на юге — с Чанцзи-Хуэйским автономным округом.

## Административное деление
Уезд Чингиль делится на 3 посёлка и 4 волости.